# Lasne
Lasne (valonă Lane) este o comună francofonă din regiunea Valonia din Belgia. Comuna este formată din localitățile Lasne, Couture-Saint-Germain, Lasne-Chapelle-Saint-Lambert, Maransart, Ohain și Plancenoit. Suprafața totală este de 47,22 km². La 1 ianuarie 2008 comuna avea o populație totală de 14.043 locuitori. 

## Localități înfrățite
- Franța: Azay-Le-Rideau;
- Statele Unite ale Americii: Abbeville, Louisiana;